# 俺たちニュースキャスター 史上最低!?の視聴率バトルinニューヨーク
『俺たちニュースキャスター 史上最低!?の視聴率バトルinニューヨーク』（Anchorman 2: The Legend Continues）は、2013年のアメリカ合衆国のコメディ映画。アダム・マッケイ監督、ウィル・フェレル主演作品。2004年のマッケイ監督、フェレル主演による『俺たちニュースキャスター』の続編で、フェレル以外にスティーヴ・カレル、ポール・ラッド、デヴィッド・ケックナー、そしてクリスティーナ・アップルゲートが、前作と同じ役を演じた。
パラマウント・ピクチャーズは本作品をもって35ミリフィルムでの配給を終了した。

## キャスト
- ロン・バーガンディ - ウィル・フェレル
- ブリック・タムランド - スティーヴ・カレル
- ブライアン・ファンタナ - ポール・ラッド
- チャンプ・カインド - デヴィッド・ケックナー
- ヴェロニカ・カーニングストーン - クリスティナ・アップルゲイト
- フレディ・シャープ - ディラン・ベイカー
- リンダ・ジャクソン - ミーガン・グッド
- ジャック・ライム - ジェームズ・マースデン
- エド・ハーケン - フレッド・ウィラード
- チャニ・ラストネーム - クリステン・ウィグ
- ケンチ・アレンビイ - ジョシュ・ローソン
- ガース - クリス・パーネル

ゲスト出演
- タネンWBC局長 - ハリソン・フォード
- ESPNキャスター - ウィル・スミス
- BBCキャスター - サシャ・バロン・コーエン
- ヒストリーチャンネルキャスター - リーアム・ニーソン